# Ах (Хегау)
Ах (њем. Aach) град је у њемачкој савезној држави Баден-Виртемберг. Једно је од 25 општинских средишта округа Констанц. Посједује регионалну шифру (AGS) 8335001.

## Географски и демографски подаци
Град се налази на надморској висини од 545 метара. Површина општине износи 10,7 km².

## Становништво
У самом граду је, према процјени из 2010. године, живјело 2.127 становника. Просјечна густина становништва износи 199 становника/km².